# Harald Fritzsch

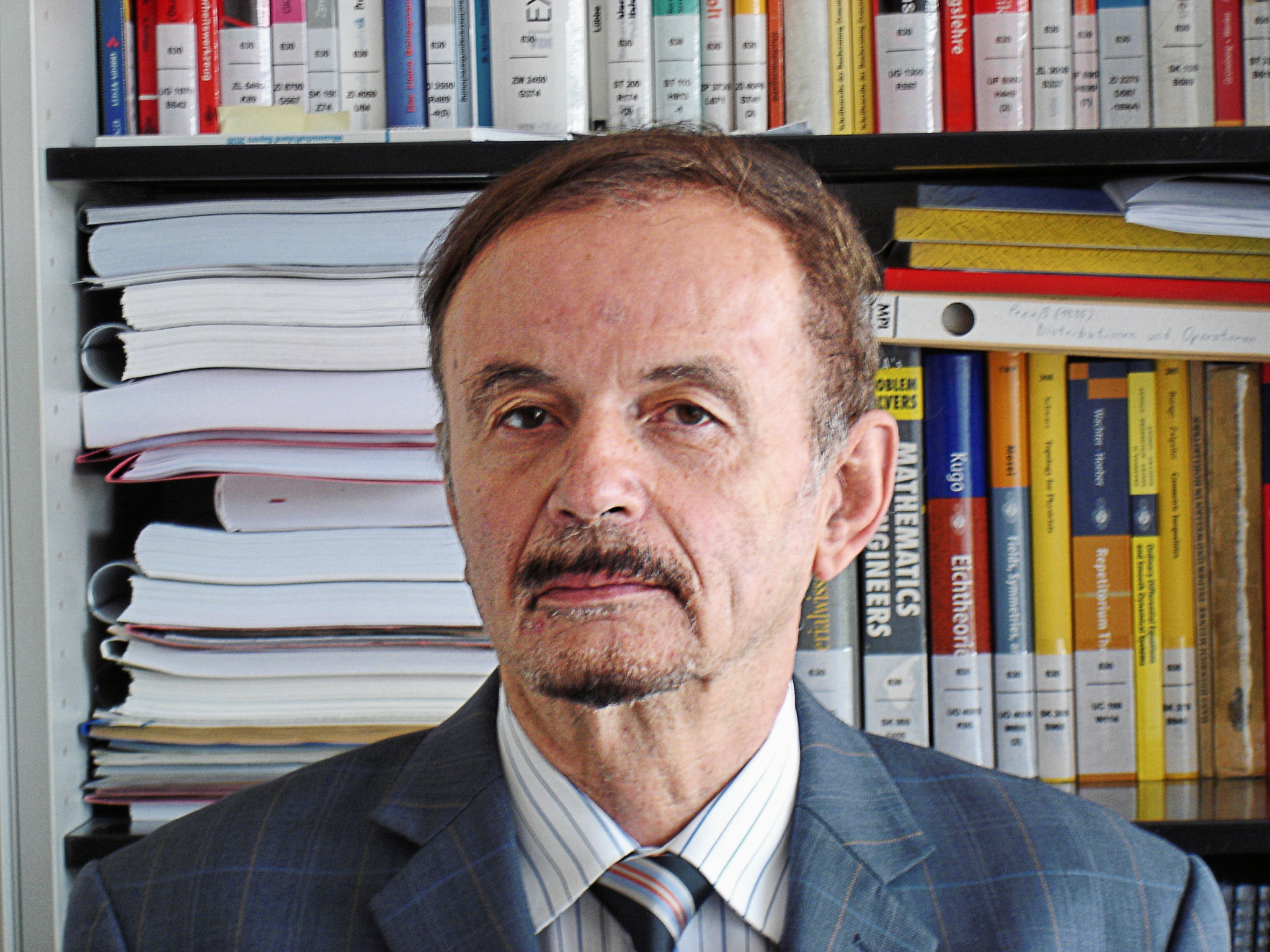
Harald Fritzsch, 2011

Harald Fritzsch (* 10. Februar 1943 in Zwickau; † 16. August 2022 in München) war ein deutscher theoretischer Physiker, der vor allem wichtige Beiträge zur Theorie der Quarks, zur Entwicklung der Quantenchromodynamik und zur großen Vereinheitlichung des Standardmodells der Elementarteilchen leistete.

## Leben
Harald Fritzsch war der Sohn des Reinsdorfer Bauunternehmers Erich Fritzsch. Von 1957 bis 1961 besuchte er die Erweiterte Oberschule „Gerhart Hauptmann“ in Zwickau, die er mit dem Abitur abschloss. Danach war er ab dem Sommer 1961 Soldat der Nationalen Volksarmee der DDR in Kamenz, wo er bei den Luftstreitkräften zum Funker ausgebildet wurde. Er studierte von 1963 bis 1968 in Leipzig Physik.
Zusammen mit einem Freund initiierte er 1968 eine riskante, äußerst öffentlichkeitswirksame Protestaktion gegen die Sprengung der 700 Jahre alten Paulinerkirche. Fritzsch gelang zusammen mit seinem Freund Stefan Welzk im Juli 1968 eine gewagte Flucht per Faltboot über das Schwarze Meer in die Türkei. Mit Hilfe eines Außenbordmotors fuhren sie von Goldstrand nördlich von Warna nach İğneada südlich der Grenze zwischen Bulgarien und der Türkei.
Er setzte sein Studium in München fort, wo er mit Werner Heisenberg zusammenarbeitete und 1971 unter Anleitung von Heinrich Mitter mit einer Arbeit Über die algebraische Struktur von Observablen in der starken Wechselwirkung promovierte. Ein Jahr vorher war er als Doktorand sechs Monate am Stanford Linear Accelerator Center der Stanford-Universität. Hier begann er, mit Murray Gell-Mann zu arbeiten. Nach der Promotion ging er ein Jahr an das Europäische Forschungszentrum CERN bei Genf, wo er erneut mit Gell-Mann zusammenarbeitete. Anschließend wechselte er mit Gell-Mann zum California Institute of Technology (Caltech) in Pasadena.
Fritzsch und Gell-Mann führten 1971 die Farbquantenzahl ein, wobei die Farbsymmetrie als eine exakte Symmetrie angenommen wurde. Mit Hilfe der Farbquantenzahl konnten Gell-Mann und Fritzsch gemeinsam mit William Bardeen die Zerfallsrate des neutralen Pions erklären. Ein Jahr später schlugen Fritzsch und Gell-Mann für die starke Wechselwirkung eine Eichtheorie vor, die heute als Quantenchromodynamik bezeichnet und als die richtige Theorie der starken Wechselwirkung angesehen wird. Im Jahr 1975 schrieb Fritzsch eine Arbeit mit Peter Minkowski, in der die Gruppe SO(10) als Symmetrie der Großen Vereinheitlichung zum ersten Mal diskutiert wurde. Diese Theorie gilt heute als die Standardtheorie der Großen Vereinheitlichung. In der SO(10)-Theorie haben die Neutrinos eine Masse. Die Entdeckung der Neutrinooszillationen im Jahre 1998 weist auf eine Neutrinomasse hin, in Übereinstimmung mit der SO(10)-Theorie.
Fritzsch arbeitete auch über „composite models“ für Leptonen und Quarks, über Massenmatrizen der Quarks und Leptonen, über schwache Zerfälle schwerer Quarks, über Kosmologie und über Fundamentalkonstanten in der Physik. Fritzsch entwickelte 1979 eine Theorie der Massenmatrizen der Quarks und Leptonen, in denen gewisse Elemente verschwinden (texture zero). Er konnte die Mischungswinkel als Funktionen der Masseneigenwerte berechnen. Die Resultate können die Experimente sehr gut beschreiben. Nach der Inbetriebnahme des Teilchenbeschleunigers Large Hadron Collider (LHC) am CERN arbeitete Fritzsch erneut über „composite models“ der Quarks, Leptonen und schwachen Bosonen. Eine Substruktur der Quarks sollte am LHC bald entdeckt werden, falls die Theorie von Fritzsch richtig ist.
Von 1977 bis 1978 war er Professor an der Universität Wuppertal. Der Physiker und Nobelpreisträger Richard Feynman besuchte Fritzsch 1978 in Wuppertal und gab ein Kolloquium, zu dem Hörer aus der ganzen Bundesrepublik anreisten. 1979 wechselte Fritzsch an die Universität Bern. Ab 1980 war Fritzsch Ordinarius an der Ludwig-Maximilians-Universität München. Fritzsch war Ordentliches Mitglied der Berlin-Brandenburgischen Akademie der Wissenschaften. Er arbeitete oft am CERN und am DESY in Hamburg. Nach seiner Emeritierung im Juni 2008 war er vornehmlich im Ausland tätig (USA, Australien, China, Japan, Südafrika und Singapur).
Fritzsch war Mitglied der Gesellschaft Deutscher Naturforscher und Ärzte (GDNÄ). In den Jahren 2003 und 2004 war er Präsident dieser Gesellschaft und leitete die große GDNÄ-Tagung in Passau. Fritzsch war Ehrenmitglied des Paulinervereins in Leipzig, der sich für den Wiederaufbau der Paulinerkirche einsetzt. Ab 1998 organisierte er zusammen mit Willibald Plessas die Tagung über Quantenchromodynamik und das Standardmodell der Elementarteilchenphysik, die seither siebenmal in Oberwölz in der Steiermark stattfand. Im Februar 2010 leitete Fritzsch eine große internationale Tagung an der Nanyang Technological University in Singapur aus Anlass des 80. Geburtstags von Murray Gell-Mann. Fritzsch organisierte die Internationale Konferenz über massive Neutrinos, die im Februar 2015 in Singapur stattfand, die Internationale Konferenz über Neue Physik am Large Hadron Collider (Singapur, März 2016), eine Konferenz über Kosmologie und Gravitationswellen in Singapur (Februar 2017) und eine Konferenz über Teilchenphysik und Kosmologie in Singapur (März 2018).
Zu seinen Doktoranden zählten Dieter Lüst, Ulrich Baur und Marcus Hutter.
Fritzsch starb unerwartet am 16. August 2022 in München.

## Wirken als Publizist
Harald Fritzsch machte sich auch als Autor populärwissenschaftlicher Bücher einen Namen. Sein Buch Quarks, das 1981 in München erschien, wurde in mehr als 20 Sprachen übersetzt. Erfolgreich war auch sein Buch über Kosmologie mit dem Titel Vom Urknall zum Zerfall.
Mitte der 1980er-Jahre produzierte Fritzsch beim WDR in Köln die sechsteilige Fernsehserie Mikrokosmos, die viele Male in den Dritten Programmen der deutschen Fernsehanstalten gezeigt wurde.
1990 erschien die erste Auflage seines autobiografischen Buches Flucht aus Leipzig, in dem er seinen Widerstand gegen das SED-Regime und die anschließende Flucht in den Westen im Jahr 1968 beschreibt. Das Buch erschien 2008 bei World Scientific auf Englisch unter dem Titel Escape from Leipzig.
In seinen ab 1992 erschienenen Büchern wählte Fritzsch eine seltene Form der Wissensdarstellung: Isaac Newton, Albert Einstein und der fiktive zeitgenössische Physiker Adrian Haller diskutieren über schwierige physikalische Themen. In seinem Buch Eine Formel verändert die Welt diskutieren die drei über Einsteins Spezielle Relativitätstheorie. In Die verbogene Raum-Zeit wird über die Allgemeine Relativitätstheorie Einsteins diskutiert. Das Buch Das absolut Unveränderliche ist den fundamentalen Naturkonstanten gewidmet. Im Buch Sie irren, Einstein! sind Diskussionen zwischen den drei sowie Richard Feynman und Werner Heisenberg über die Quantenphysik beschrieben. Das Buch Mikrokosmos beschreibt Diskussionen zwischen den drei sowie Murray Gell-Mann über die moderne Teilchenphysik bis hin zur Kosmologie. 2015 publizierte Fritzsch das Lehrbuch Quantenfeldtheorie im Springer-Verlag. In seinem Sachbuch Elementarteilchen beschreibt Fritzsch das heutige Standardmodell der Teilchenphysik.

## Auszeichnungen
Für seine erfolgreiche Buchserie wurde Fritzsch 1994 mit der Medaille für naturwissenschaftliche Publizistik der Deutschen Physikalischen Gesellschaft ausgezeichnet. Die Dirac Medal der University of New South Wales in Australien erhielt Fritzsch im Jahr 2008. Die Universität Leipzig verlieh ihm am 16. Mai 2013 die Ehrendoktorwürde.

## Werke (Auswahl)

### Artikel
- Harald Fritzsch: The history of QCD. In: CERN Courier. 27. September 2012 (englisch, cerncourier.com).
- Harald Fritzsch: Die Sprache der Eichfeldtheorie verständlich gemacht: Physik-Nobelpreis 1999. In: Physik Journal. Band 55, Nr. 12, Dezember 1999, S. 20–21, doi:10.1002/phbl.19990551206.

### Fachbücher
- Harald Fritzsch: Quantenfeldtheorie ─ Wie man beschreibt, was die Welt im Innersten zusammenhält. Springer Berlin Heidelberg, Berlin, Heidelberg 2015, ISBN 978-3-662-45245-5, doi:10.1007/978-3-662-45246-2.
- Harald Fritzsch (Hrsg.): Murray Gell-Mann: Selected Papers (= World Scientific Series in 20th Century Physics. Band 40). World Scientific, 2010, ISBN 978-981-283-684-7, doi:10.1142/7101 (englisch).

### Sachbücher
- Quarks: Urstoff unserer Welt. Piper, 1981
- Vom Urknall zum Zerfall – Die Welt zwischen Anfang und Ende. Piper, 1983
- Eine Formel verändert die Welt – Newton, Einstein und die Relativitätstheorie. Piper, 1988
- Flucht aus Leipzig – Eine Protestaktion und ihre Folgen. Piper, 1990
- Die verbogene Raum-Zeit – Newton, Einstein und die Gravitation. Piper, 1996
- Elementarteilchen – Bausteine der Materie. Beck, 2004
- als Herausgeber und Ko-Autor: Materie in Raum und Zeit. Verhandlungen der Gesellschaft Deutscher Naturforscher und Ärzte. 123. Versammlung 18. Bis 21. September 2004. Leipzig: Hirzel, 2005
- Das absolut Unveränderliche – Die letzten Rätsel der Physik. Piper, 2005
- Sie irren, Einstein! – Newton, Einstein, Heisenberg und Feynman diskutieren die Quantenphysik. Piper, 2008
- Mikrokosmos – Die Welt der kleinsten Teilchen. Piper, 2012